# Cinéma géorgien
Le cinéma géorgien a d'abord été reconnu pour sa grande créativité en Union soviétique et en Europe occidentale au XXe siècle, puis sur les cinq continents au XXIe siècle. 
Il a pris son essor au début du XXe siècle par le tournage de documentaires. Le premier long métrage est réalisé en 1918. Il s'est ensuite affirmé comme une composante originale du cinéma soviétique et reconnue dans le monde occidental, avec des réalisateurs primés au Festival de Cannes ou à la Mostra de Venise en particulier (Tenguiz Abouladzé, Mikhaïl Kalatozov, Nana Djordjadze, Otar Iosseliani,...) : plusieurs dizaines de films étaient tournés chaque année dans les studios de Tiflis, avec une légèreté toute méridionale, véhiculant souvent légendes et histoire locale, échappant ainsi à la censure contrairement aux studios de Moscou. Après la Seconde Guerre mondiale, l'humour et la dérision permettent progressivement une critique plus ouverte de la société. 
À partir des années 1990, après la restauration de l'indépendance de la Géorgie, les moyens financiers faisant défaut, toute une génération de cinéastes produit à l'étranger ou s'expatrie comme l'avaient anticipé plus tôt quelques-uns (Otar Iosseliani, Nana Djordjadze) : la guerre civile à Tbilissi la sécession de l'Abkhazie — traumatismes pour l'ensemble de la population, mais surtout pour les enfants qu'ils étaient — ou la guerre russo-géorgienne de 2008, fournissent à certains des thèmes lourds abordés sous l'angle du prisme personnel (Nana Ekvtimishvili, Téona Grenade, George Ovashvili,...), alors que d'autres s'intéressent aux thèmes de la société contemporaine (Levan Akin, Rusudan Chkonia, Tinatin Kajrishvili, Dito Tsintsadze, Zaza Urushadze, George Varsimashvili,...). 
Depuis 1996, treize films géorgiens ont été sélectionnés pour les Oscars du cinéma, à Los Angeles ; l'un d'entre eux Les Mille et Une Recettes du cuisinier amoureux de Nana Djordjadze a été nommé pour l'Oscar du meilleur film étranger en 1997,,. Parallèlement le cinéma documentaire s'exprime, avec Nino Kirtadzé en particulier sur les télévisions européennes, ainsi que le cinéma d'animation, avec Revaz Gabriadze dont l'une des productions est sélectionnée pour les Oscars du cinéma en 2020.

## Historique

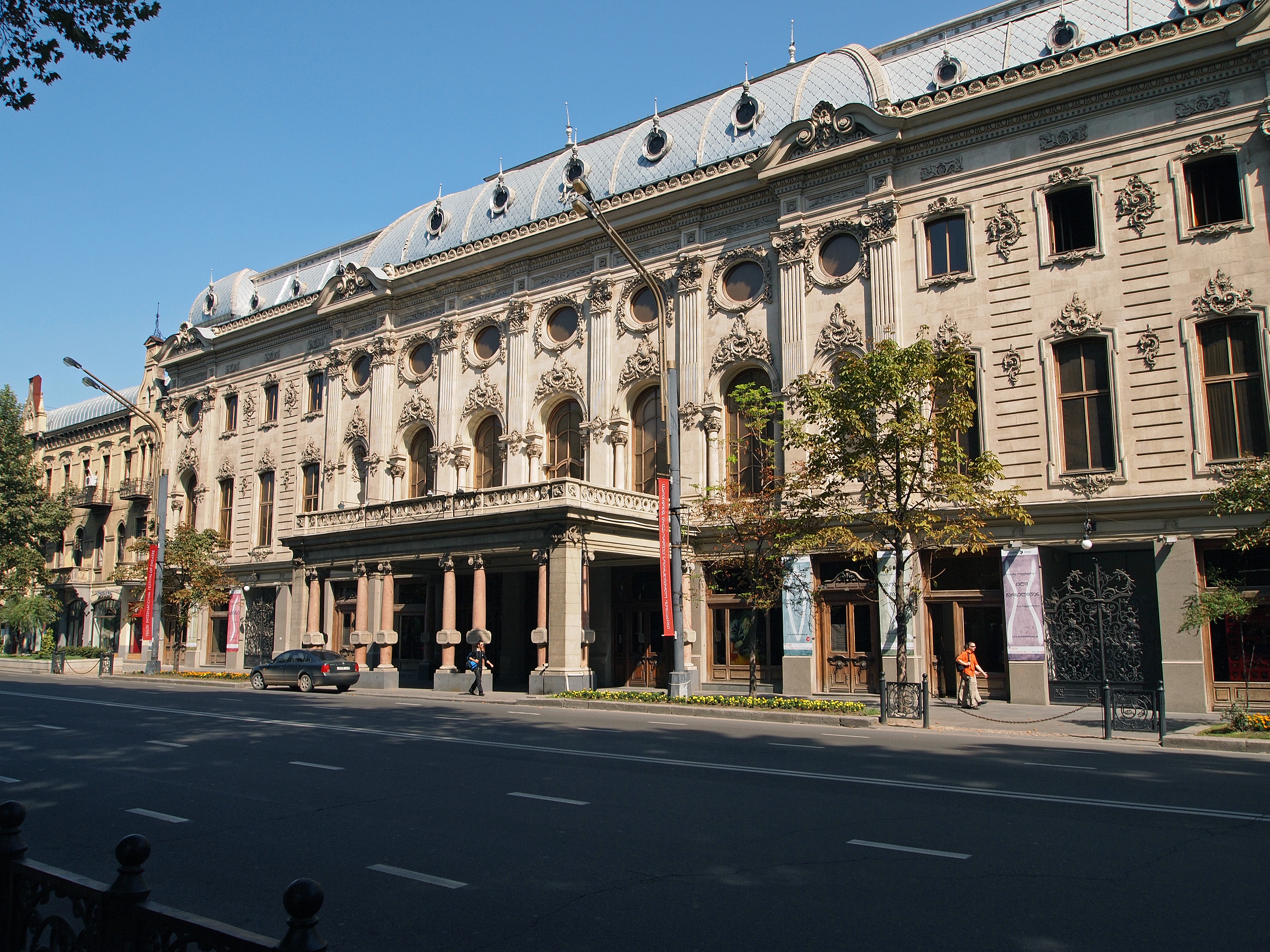
Théâtre Chota Roustavéli (Tbilissi).

### Empire russe (1801-1917)
Le premier festival de cinéma est organisé à Tiflis à la fin du XIXe siècle. 
Les premiers courts métrages sont tournés en 1908 par Vassil Amachoukéli : il signe en 1912 le premier documentaire géorgien d'une certaine longueur (28 minutes), Akaki Tsérétéli en Ratcha et Letchkhoumi (1912, 28').
Le général Simon Esadze fait réaliser des films documentaires sur l'avancée de ses troupes lors de la campagne du Caucase (1914-1918) : La Chute d'Erzurum, La Prise de Trébizonde, Les Villes Turques Conquises.

### L'ère d'indépendance: République Démocratique de Géorgie (1918-1921)
Durant les années d'indépendance de la Géorgie, de 1917 à 1921, de nombreuses personnalités culturelles et littéraires fuyant les bouleversements politiques de l'Empire russe s'installèrent à Tbilissi, formant ainsi un centre de l'avant-garde géorgienne-russe. Plusieurs personnalités internationales contribuèrent au développement du cinéma local, comme Ivan Perestiani, d'origine russo-italienne, ainsi que l'Arménien Amo Bek-Nazarov (Nazaryan), le russe Vladimir Barsky . Ainsi, les débuts du cinéma géorgien sont marqués par la multiethnicité de ses principaux cinéastes.
C’est à cette époque que l’industrie du cinéma géorgien bourgeonne, particulièrement sous un cadre institutionnel. Quoique très peu d’auteurs s’attardent à son sujet, la figure majeure est Germane Gogitidze, dont la mémoire le dépeint comme le pionnier de l’industrie du film géorgien. S’il est caractérisé comme tel, c’est principalement parce qu’il œuvra au sein des trois périodes définissantes de l’histoire de la Géorgie - la période tsariste, la période d’indépendance, puis lors de la première décennie de la période soviétique. Il fonde et finance lui-même sa propre boîte de production, qui ouvre officiellement en 1917. Cependant, à cause de difficultés financières, plusieurs de ses projets cinématographiques n’aboutissent à rien malgré ses grandes ambitions.
En 1919, Gogitidze devient chef du département de film d’une organisation publique géorgienne (Tsekavshiri), puis de 1921 à 1928 il est le directeur du studio Sakhkinmretsvi, c’est-à-dire le Studio de cinéma d’État géorgien (plus connue sous le nom de Kartuli Pilmi (Goskinprom Gruzii) lors de la période soviétique). En 1924, il est l’instigateur de la première rétrospective de films géorgiens à Paris et dans les années suivantes, il ouvre des salles de cinéma de diffusion de films géorgiens dans quatre villes européennes, introduisant le cinéma géorgien sur la scène occidentale. Il est également connu comme le producteur de plusieurs films lors de la première vague du cinéma géorgien soviétique. 
Filma, une compagnie de sociétés de production de cinéma fondée en 1918, contribue également à l’institutionnalisation du cinéma en Géorgie. Avec ses quartiers situés à Bakou et un bureau à Tbilissi, Filma se définissait comme un projet trans-caucasien, mais aussi dont les ambitions d’influences occidentales étaient dues à son fondateur d’origine belge, Paul Pironnet. Filma était actif dans la production cinématographique, notamment dans celles de quelques épisodes des Chroniques Mencheviks, et a ouvert des dizaines de cinémas, dont quatre à Tbilissi. 

#### Christine(1919)
De pair avec Alexandre Tsutsunava, Germane Gogitidze(1886-1960) codirige Christine en 1916, le tout premier long-métrage fictif géorgien, dont le scénario est une adaptation de la nouvelle de Egnate Ninochvili (en) (1859-1894). 
Le film sort en 1919, le jour de l’indépendance (c’est-à-dire le 26 mai), en même temps que deux épisodes des Chroniques Mencheviks (aussi nommées Chroniques d'Indépendance). Christine constitue un projet  de l’époque tsariste, mais demeure une œuvre du cinéma géorgien. Jean Radvanyi définit le film comme une production « très marquée par le mode de jeu théâtral, les situations mélodramatiques du drame bourgeois de cette époque et, à l’exception de quelques scènes rurales, il semble tout droit sorti des studios russes ». Malgré tout, cette adaptation d’un roman de la littérature classique géorgienne est une porte d’entrée vers la professionnalisation de la production cinématographique. 
Christine est le seul matériel du corpus dont le statut archivistique n’est pas ambigu, mais qui reste tout de même sujet à disputes de par son chevauchement entre deux périodes distinctes (voir - sa production dans la période impérialiste, mais sa sortie pendant l’ère de la République Démocratique de Géorgie). Le Studio national de film géorgien possède uniquement une copie de Christine, alors que le studio russe Gosfilmofond, situé à Moscou, possède non seulement la version originale, mais aussi plusieurs autres productions originales du corpus cinématographique géorgien de la période soviétique.

#### LesChroniques Mencheviks(1918-1920)
Germane Gogitidze (1886-1960) est tout particulièrement connu comme producteur des Chroniques Mensheviks, qui constituent, avec Christine, l’ensemble du petit corpus filmique de l’ère d’indépendance. Cette série de six bulletins de nouvelles réalisés sous la République Démocratique Géorgienne, est conservée en archive aux Archives  nationales de Géorgie (en) :
- National Guard Day (1918)
- National Guard Day in Tbilisi (1919)
- Menshevik Army Arrives in Adjara (1920)
- Georgia’s Independance Day Celebration (1920)
- 150th anniversary of the Aspindza Battle (1920)
- Arrival of the European Socialist Delegation to Georgia (1920)

La période de l'indépendance est souvent considérée comme une période d’obscurantisme cinématographique de par son activité de production assez sporadique. D’un côté,  les auteurs qui évoquent l’industrie filmique de cette ère portent un regard inintéressé sur les Chroniques Mencheviks, rabaissant la valeur socio-culturelle de ces métrages. Ce genre de discours est également le fruit d’un problème d’archive de la cinématographie de cette époque, dans la mesure où des compagnies comme Filma réalisèrent une multitude de films fictifs qui sont introuvables à l’heure actuelle. D’un autre côté, la plupart des historiens qui se sont penchés sur la question étaient d’origine russe (ou du moins adoptaient une perspective russe), édifiant une historiographie russo-centrique du cinéma géorgien qui occultait les Chroniques comme matériel de pertinence socio-culturelle, surtout considérant les éléments explicitement générique de l’agenda nationaliste et indépendantiste géorgien qui composent ces six courts-métrages.
Pour ces raisons, les Chroniques constituent un corpus cinématographique peu considéré et peu connu dans l’histoire du cinéma géorgien. Cependant, malgré son aspect quelque peu décousu dû au fait que des archives sont manquantes à l’heure actuelle, ces métrages ont une valeur socio-culturelle dans la mesure où ils donnent une fenêtre visuelle et idéologique sur la brève période de la République Démocratique de Géorgie. Ce sont des productions indépendantes et marginales, mais dont le rôle dans la consolidation d’un État nouvellement indépendant et cherchant à être défini ne peut pas être nié. À travers un montage d’images teintées d’un souverainisme générique qui succède des scènes de parades militaires ou de rencontres entre diplomates européens et représentants géorgiens, les Chroniques confirment l’identité de la République Démocratique de Géorgie comme à la fois nationaliste, mais aussi comme internationale de par son ouverture à entretenir des relations avec l’Europe occidentale. L’absence d’éléments russes évoque un désir de se dissocier et de se définir en rapport à une Russie bolchevik empreinte d’un socialisme homogénéisant, le socialisme géorgien se distinguant par son approche démocratique et multiculturelle. 
Par la suite, des extraits des Chroniques Mencheviks sont réutilisés dans trois films. Leur Royaume (1928) par Mikhail Kalatozov (1903-1973), créé dans un contexte de consolidation de l’État soviétique en utilisant les extraits de métrage dans une rhétorique anti social-démocrate. Vers la fin du XXe siècle, Nana Djordjadze réalise Les tribulations de mon grand-père anglais au pays des bolchéviks (1987), un film de fiction qui se passe durant l'ère d'indépendance et dont le montage intègre des extraits des Chroniques,. Finalement, en 1990, Nino Natroshvili compile des extraits des Chroniques dans son documentaire Georgian Democratic Republic (1990), exposant le peuple géorgien à des images jamais vues auparavant et dévoilant une période historique méconnue.

### Époque soviétique (1921-1991)
Les entreprises (de production et d'exploitation de films) sont nationalisées. 
Les premiers films géorgiens de l'époque soviétique, réalisé par Aleksandre Tsoutsounava et Koté Mardjanichvili, s'inspirent d'œuvres littéraires et constituent la plupart du temps des mises en images de légendes ou d'épopées nationales. 

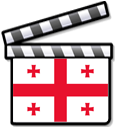

La génération suivante, comme Mikheil Kalatozichvili (qui devient à Moscou Mikhaïl Kalatozov) (1903-1973), Mikheil Tchiaoureli (1894-1974) et Nikoloz Chenguélaia (1903-1943), bien qu'ayant reçu la formation académique de l'Institut VGIK de Moscou et ne réunissant pas toujours les préalables bureaucratiques indispensables, réussit à tourner des œuvres qui se différencient des grandes fresques cinématographiques soviétiques. La vie culturelle à Tbilissi bénéficie -selon l'humeur politique du moment- d'une certaine tolérance, ainsi Mikhaïl Kalatozov réalise Le clou dans la chaussure — qui sera finalement censuré — avant de se plier à l'air du temps (Quand passent les cigognes obtient le premier Prix du Festival de Cannes en 1958). Tenguiz Abouladzé (1924-1994) et Révaz Tchkhéidzé (1926-2015) y avaient été primés en 1956 avec l'Âne de Magdana. 
Le cinéma géorgien connait ensuite un âge d'or, à la tolérance pratiquée par la censure à Tbilissi, s'ajoutent la libéralisation du régime soviétique et la vitrine que représente le cinéma vers la communauté internationale : soixante films sont parfois tournés par année. Apparaissent des talents comme Temur Babluani,Eldar Chenguelaia, Gueorgui Chenguelaia, Goderdzi Tchokheli, Siko Dolidze, Rezo Esadze, Lana Gogoberidze, Mikheil Kobakhidze, Merab Kokotchachvili, Nana Mchedlidze, Konstantine Mikaberidze et Sergueï Paradjanov (Arménien de Tiflis, 1924-1990). 
Federico Fellini décrit le cinéma géorgien de cette époque comme « un étrange phénomène, sophistiqué et bouleversant ». Le grand public européen a commencé à le connaître à la fin de l'époque soviétique, au travers des films de réalisateurs comme Otar Iosseliani et Nana Djordjadze : il a ensuite découvert des jeunes réalisateurs géorgiens — formés à la Faculté de cinéma et de télévision de l'université d'État de théâtre et de cinéma Chota-Roustavéli, héritière de la section film de l'Institut de théâtre.

### République de Géorgie (à partir de 1991)
Faute de moyens financiers, ces réalisateurs se tournent souvent vers des coproductions étrangères, voire vers une expatriation personnelle. Ainsi Otar Iosseliani s’installe en France en 1982, Gela Babluani en 1996 et Nino Kirtadzé en 1997. 
En 1996, Nana Djordjadze réalise Les Mille et Une Recettes du cuisinier amoureux, le premier film georgien à obtenir une nomination pour l'Oscar du meilleur film étranger en 1997,,.
La création du Centre national cinématographique de Géorgie en 2000 tente d’accompagner cette évolution et donne à certains réalisateurs géorgiens, comme Levan Zakareichvili, Levan Tutberidze ou Archil Kavtaradze, l’opportunité  de s’exprimer avec  Tbilissi Tbilissi, Un voyage au Karabakh ou Subordination. Pourtant après Salomé Alexi sortie de la Fémis à  Paris en 1996, Rusudan Chkonia complète sa formation en résidence  à la Cinéfondation du Festival de Cannes en 2007, Téona Grenade sort à son tour de la Fémis en 2008, George Varsimashvili reçoit toute sa formation en France (Master de cinéma à l'Université Paris VIII et ESRA), Dea Kulumbegashvili  étudie en 2015 à la Cinéfondation du Festival de Cannes.    
Après les poésies cinématographiques iosseliennes - parfois délirantes et ayant acquis notoriété en Europe occidentale -, la nouvelle génération, marquée par la guerre civile des années 1990 (Notre enfance à Tbilissi) et par le sécessionnisme (La Terre éphémère), trace une image de la société civile géorgienne (Eka et Natia, chronique d'une jeunesse géorgienne, Les Mariées, voire Keep Smiling et Credit Line), empreinte d'arbitraire vis-à-vis des individus, et dont la clé est l'émigration : Particulier à particulier est la transposition de l'aventure de centaines d'étudiants géorgiens cherchant une chambre à Paris, Depuis qu'Otar est parti…, bien qu'issu du cinéma français, illustre le malaise des émigrés économiques géorgiens. 
Le public géorgien regrette parfois la vision négative ainsi donnée. La plupart de ces films réalisés en coproduction étrangère, souvent franco-géorgienne ou germano-géorgienne, rencontrent un retentissement international souvent supérieur à leur notoriété nationale. L'école de cinéma géorgienne tente de perdurer sans oublier la poésie et la créativité de ses origines, non pas contre l’arbitraire étatique comme à l’époque soviétique mais contre l’arbitraire dans lequel est enfermé l'individu appartenant à une petite nation.

## Liste alphabétique des réalisateurs géorgiens
- Haut – A
- B
- C
- D
- E
- F
- G
- H
- I
- J
- K
- L
- M
- N
- O
- P
- Q
- R
- S
- T
- U
- V
- W
- X
- Y
- Z

### A
- Otar Abesadze (1934-1980)[20]

Akaki Tsérétéli et Vassil Amachoukéli.

- Tenguiz Abouladzé (1924-1994) : L'Âne de Magdana (1955), Les Enfants d'une autre (1958), Moi, grand-mère, Iliko et Illarion (1962), L'Incantation (1967), Un collier pour ma bien-aimée (1971), L'Arbre du désir (1976), Le Repentir (1984)
- Levan Akin (1979-) : Et puis nous danserons (2019)
- Salomé Alexi (1966-) : Credit Line (2014)
- Vassil Amachoukéli (1886-1977) : Voyez votre visage (1908), Les Gens se promènent au bord de la mer (1908), Le Parc de Koutaïssi (1911), Les Paysages de Koutaïssi (1911), Akaki Tséréréli en Ratcha (1912)
- Diomide Antadze (1904-1955)[21] : Is kidev dabrundeba (1943)[22]

### B
- Gela Babluani (1979-) : 13 Tzameti (2005), L'Héritage (2006), 13 (2010)
- Temur Babluani (1948-) : Le Vol des moineaux (1980), Frère (1981), Le Soleil des insomniaques (1992), L'Héritage (2006)
- Nino Basilia : Dias de cine (1991), Anna's Life (2016)
- Zakaria Berichvili (1887-1965) : La marâtre Samanichvili (1927)[23]

### C
- Eldar Chenguelaia (1933-)
- Gueorgui Chenguelaia (1937-)

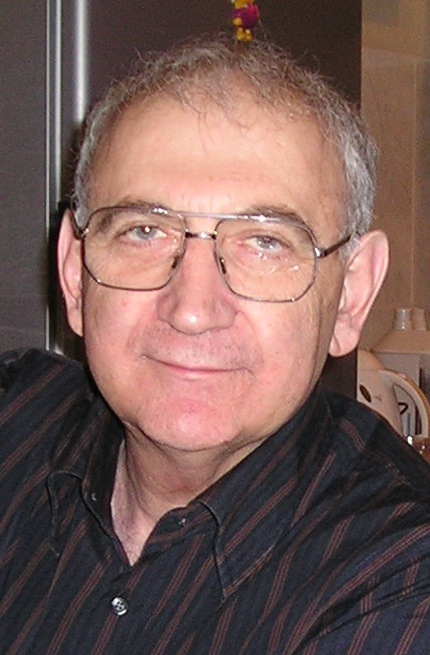
Eldar Chenguelaia.

- Nikolaï Chenguelaia (1903-1943) : Gjulli (1927), Elisso (1928), Les 26 Commissaires (1932), La vallée d'or (1937), La patrie (1939), Dans les montagnes noires (1941), Il reviendra encore (1943)
- Rusudan Chkonia (1978-) : Keep Smiling (2013)
- Konstantin Chlaidze (en) (1973-)

### D
- Gueorgui Danielia (1930-2019)[24]

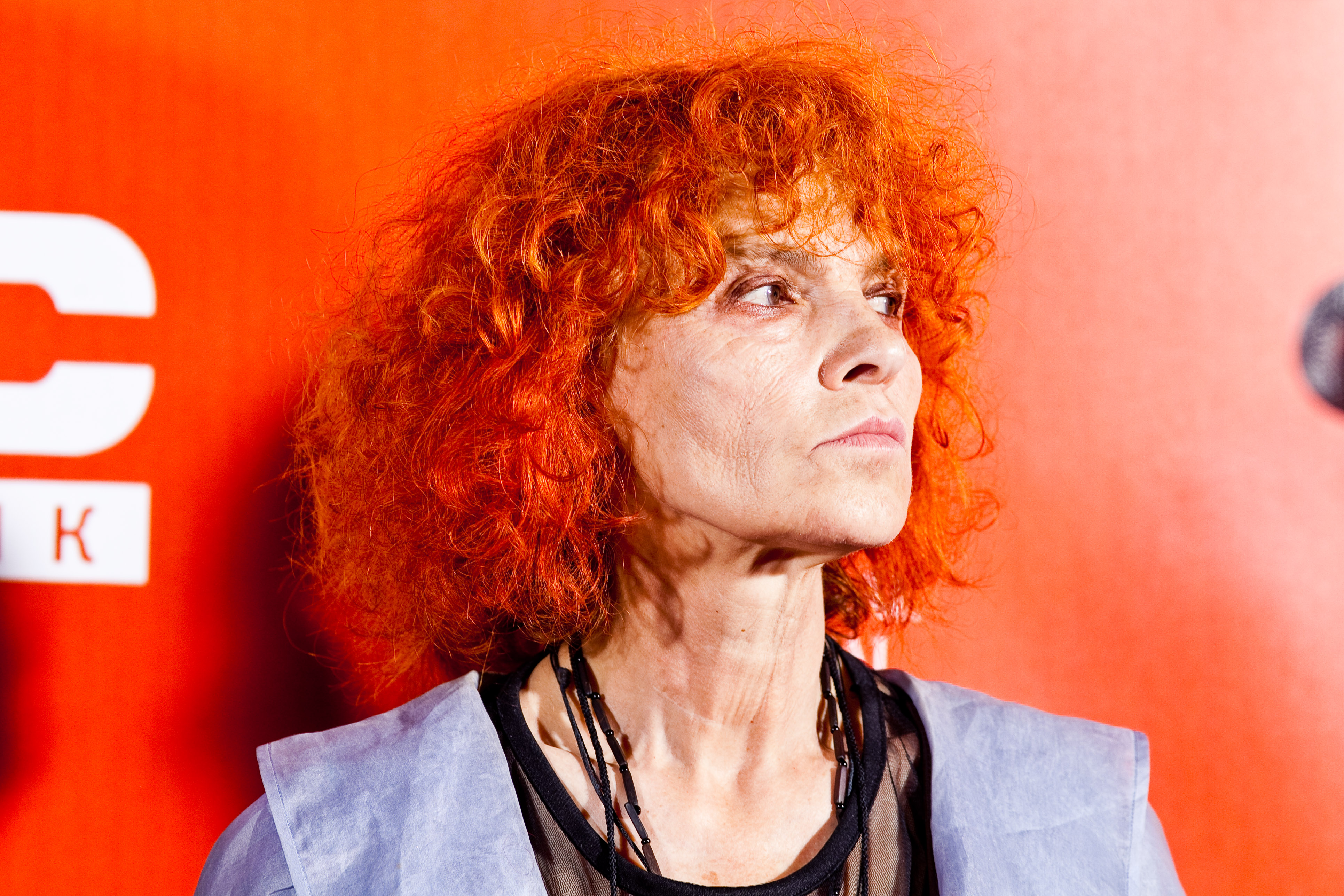
Nana Djordjadze.

- Nana Djordjadze (1948-) : Erosi (1984), Les Tribulations de mon grand-père anglais au pays des Bolchéviks (1986), The Poet Rovachidze (1990), Château de la Napoule (1993), Les Mille et Une Recettes du cuisinier amoureux (1996), L'Été de mes 27 baisers (2000), Postalioni (2003), L'Arc-en-ciel (2008), Moskva, ya lyublyu tebya ! (2010), Moya rusalka, moya Lorelyay (2013)
- Siko Dolidze (1903-1983)[25] : Au pays des avalanches (1931), Les derniers croisés (1934), Dariko (1936), L'amitié (1940), Le bouclier de Djourgaï (1944), La Géorgie (1952), La Cigale (1954), Le chant d'Eteri (1956), Fatima (1958), Le dernier jour et le premier jour (1959), Paliastomi (1963), Rencontre avec le passé (1965), Les jardins de Sémiramis (1970)[26]

### E

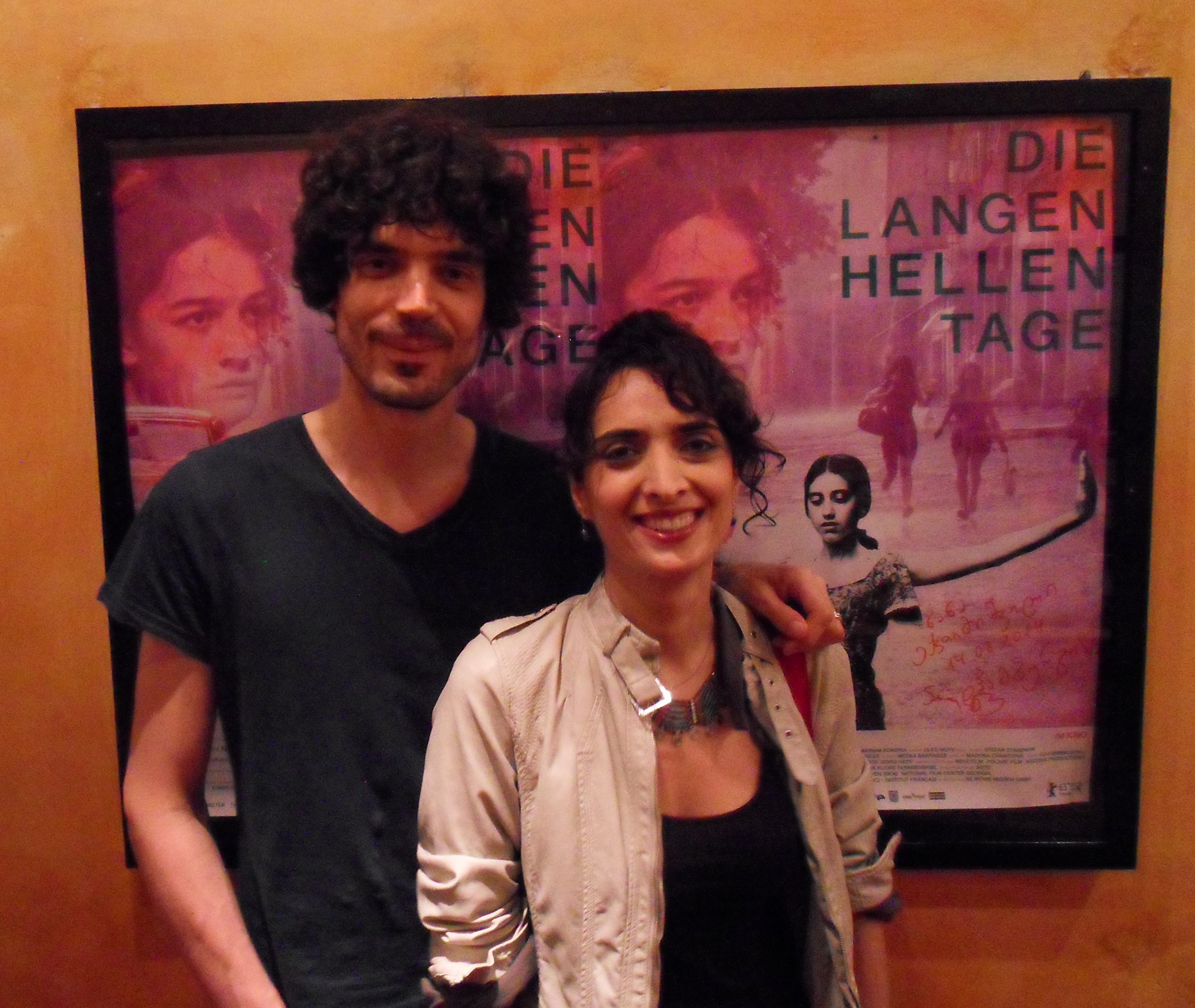
Nana Ekvtimishvili et Simon Gross.

- Nana Ekvtimishvili (1978-) : Eka et Natia, chronique d'une jeunesse géorgienne (2013), Une famille heureuse (2017)
- Rezo Esadze (1934-2000): Le coup de foudre (1975)[27]
- Leonard Esakia (ka) (1899-1969) : À cheval sur Kholte (1928)[28]

### G
- Levan Gabriadze (en) (1969-)

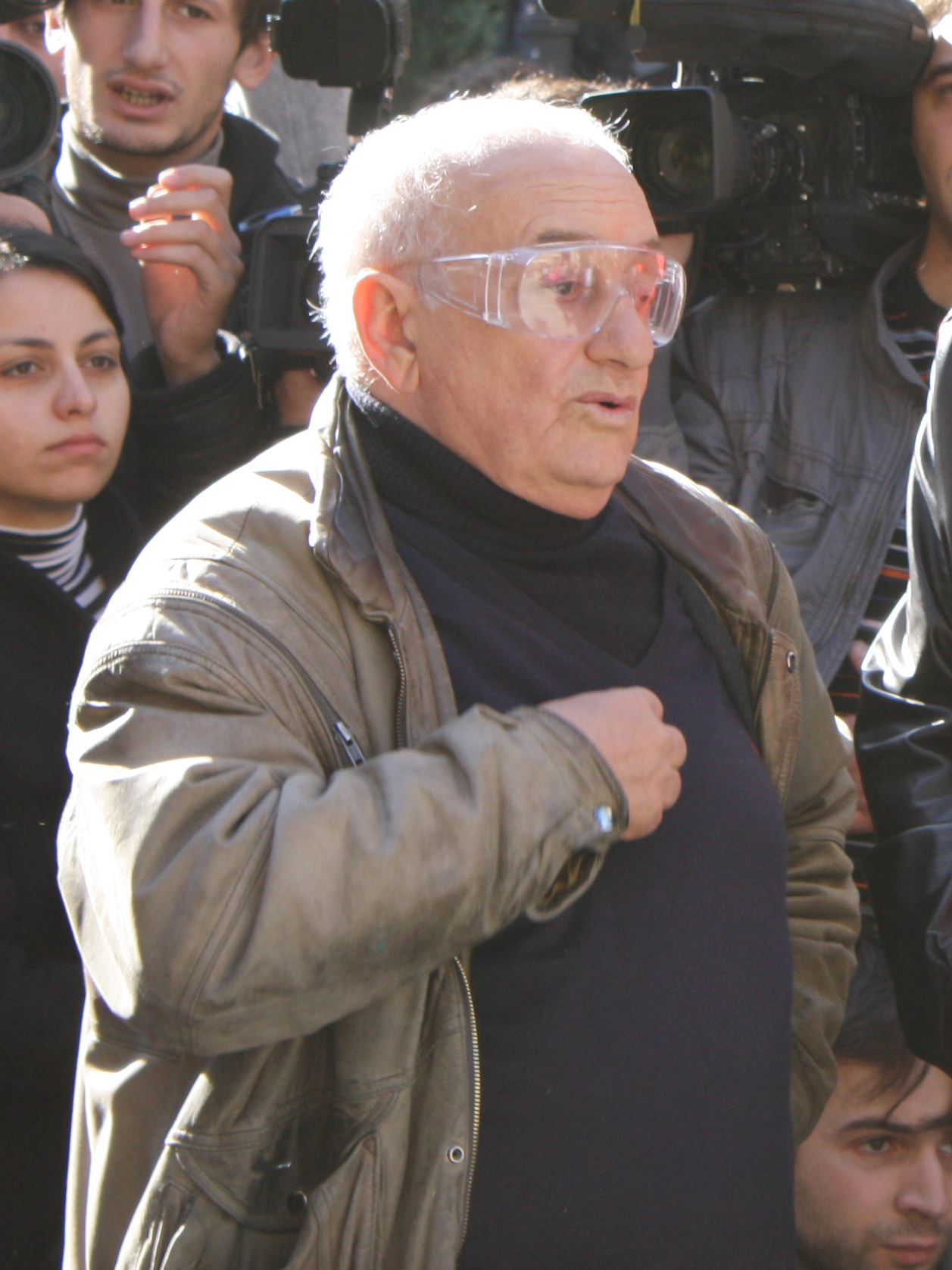
Revaz Gabriadze.

- Revaz Gabriadze (1936-2021) : Le Roman de Caucase (1975), Les Conquérants de la montagne (1977), Le Gâteau au citron (1977), Rezo (2018)
- Mikheil Gelovani (1893-1956)[29]
- Rezo Gigineishvili (1982-) : Hostages (2017)[30],[31]
- Lana Gogoberidze (1928-)[32] : Sous le même ciel (1961), Je vois le soleil (1965), Transfiguration (1968), Le Jour plus long que la nuit (1984), L'Agitation (1986), Une valse au bord de la Petchora (1992)
- Nutsa Gogoberidze (1903-1966) : Leur royaume (1928)[33], Buba (1930), Ujmuri (1934)
- David Gogokhia (en) (1987)
- Garsevan Gomarteli (1898-1966)[34],[35],[36]
- Tamaz Gomelaouri (1934-), Sois heureux, mon cher (1981)[37],[38]
- Zakaria Goudavadze (1910c-?), Bashi-Achuki (1956)[39],[40],[41].
- Téona Grenade, née Mghvdeladze, (1977-) : Notre enfance à Tbilissi (2014)
- Chalva Guedevanichvili (ka) (1897-1990) : Keto et Kote (1948)[42]
- Sergi Gvarjaladze (en)

### I

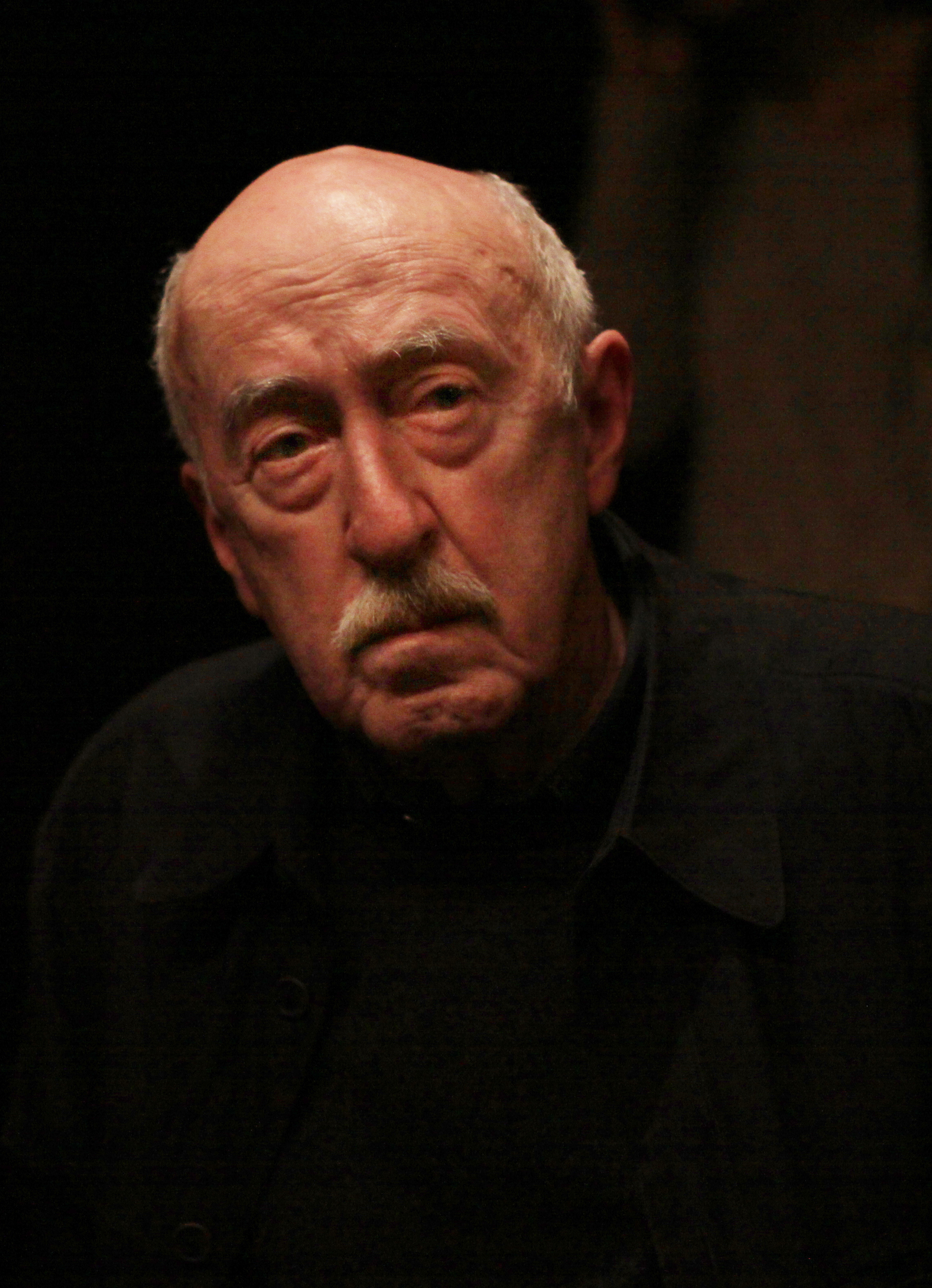
Otar Iosseliani.

- Otar Iosseliani (1934-2023) : La Chute des feuilles (1966), Il était une fois un merle chanteur (1970), Pastorale (1975), Les Favoris de la lune (1984), Un petit monastère en Toscane (1988), Et la lumière fut (1989), La Chasse aux papillons (1992), Brigands, chapitre VII (1996), Adieu, plancher des vaches ! (1999), Lundi matin (2002), Jardins en automne (2006), Chantrapas (2010), Chant d'hiver (2015)

### J
- Vakhtang Jajanidze (en) (1987-)

### K

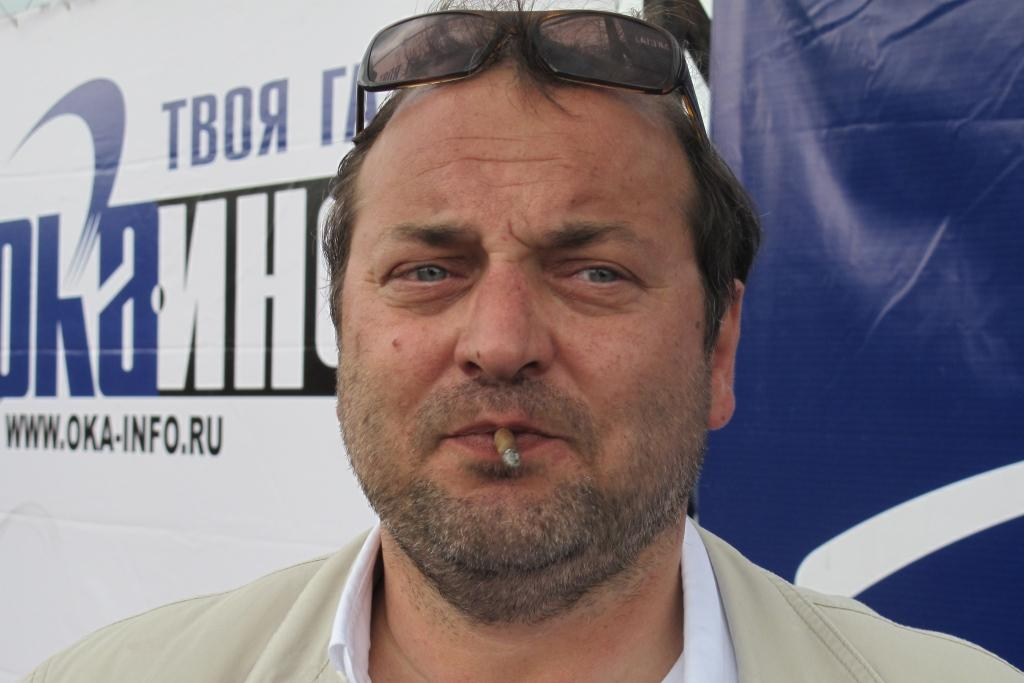
Mikhaïil Kalatozoshvili.

- Tinatin Kajrishvili (1978-) : Brides en anglais et Les Mariées en français (2014)
- Nikoloz Kakhidze (1894-) : Les deux troupeaux (1927), Gogi l'aviateur (1928)[43]
- Gueorgui Kalatozichvili (1929-1984)[44],[45]
- Mikhaïl Kalatozov, né Mikheïl Kalatozichvili, (1903-1973) : Valeri Tchkalov (1941), Trois hommes sur un radeau (1954), Quand passent les cigognes (1957), La Lettre inachevée (1960), Soy Cuba (1964), La Tente rouge (1969)
- Mikhaïl Kalatozichvili (1959-2009)[46]
- Guela Kandelaki (1940-)[47]: L'Évènement (1979)[48]
- Archil Kavtaradze (1981-) : Subordination (2007), Koma (2013)[49]
- Youri Kavtaradze (1923-1979) : Cjiakokona (1961), Ukaimo tamashi (1966)[50]
- Guiorgui Khaindrava : Otsnebebis sasaplao (1997), Zeimi (1989)[51],[52]
- Mariam Khatchvani (1986-) : Dede (2017)
- Levan Khotivari (1902-1980), Chirki da chikotela (1975)[53]
- Ramaz Khotibari (1946-)[54], dit Bouba, Dimitri (1982)[55]
- Chalva Khoutskivadze (1895-1973)[56], Mzago da Gela (1933)[57]
- Lali Kiknavelidze (en) (1969-)
- Nino Kirtadzé (1968-) : Les Trois vies d'Edouard Chévardnadzé (2000), Il était une fois la Tchétchénie (2001), Les Funérailles d'un Dieu (2003), Dites à mes amis que je suis mort (2004), Un dragon dans les eaux pures du Caucase (2005), Durakovo, le village des fous (2007), Something about Georgia (2010), La Faille (2014), Le "Dossier Jivago", Je vous invite à mon exécution (2018)
- Mikheil Kobakhidze (en) (1939-2019): Jeune amour (1961), Carrousel (1962), Le Mariage (1964), Le Parapluie (1967), Les Musiciens (1969), En chemin (2001)
- Otar Koberidze (en) (1924-2015)
- Merab Kokotchachvili (1935-): Nutsas Skola (2000)[58]
- Levan Koguashvili (en) (1973-) : Street Days (2010), Blind Dates (2013)[59]
- Dea Kulumbegashvili (1986-)[60], Au commencement (2021)
- Valerian Kvatchadze (1918-2006) : Chemi megobari dzia Vania (1977), Maradisobis kanoni (1982)[61]
- Irakli Kvirikadze (1939-) : Le Voyage du camarade Staline en Afrique (Comrade Stalin goes to Africa, 1991)

### L
- Chota Laperadze (en) (1930-1995)
- Grigol Lomidze (1903-1962) : C'est très simple (1930)[62],[63]

### M
- Giorgi Makharashvili (1977-)[64]

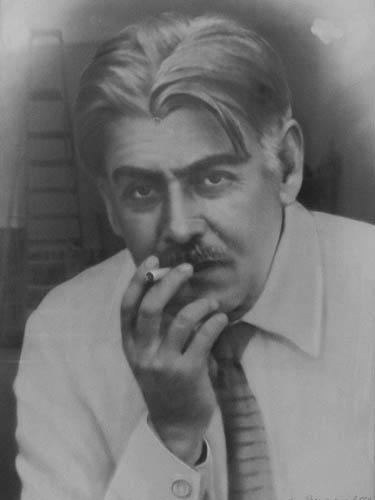
Koté Mardjanichvili.

- Nodar Managadze (1943-2006) : Légendes vivantes (1976)[65]
- Chota Managadze (1903-1977) : Les mauvais voisins (1945), La Ballade des Khevsours (1966)[66],[67],[68].
- Koté Mardjanichvili (1872-1933) : L'oiseau-tempête (1924), La marâtre Samanichvili (1927), La loi et le devoir (Amok, 1927), Gogi Ratiani (1927) , Le taon (1928), La pipe du communard (1929)
- Nana Mchedlidze (en) (1926-)[69]
- Tamaz Meliava (1929-1972)
- Gougouli Mgueladze (ka) (1928-2015), dit Karaman Mgueladze : Bagrationi (1985), Chakluli Suli (1994)[70]
- Kote Mikaberidze (Konstantin Mikaberidze) (1896-1973)[71] : Ma "grand-mère" (1929)[72], Gassan (1932), Kadjeti (1936), Le fiancé en retard (1939), Le poste avancé (1941), Zueiko et Mariko (1952)[73]

### N
- Nino Natroshvili (1970 ?), scénariste, scripte, monteuse[74]
- Elene Naveriani (1985-) : I Am Truly a Drop of Sun on Earth (2017), Wet Sand (2021), Blackbird, Blackberry (2023)
- Neli Nenova (ka) (1929-2016): Tsarsuli zapkhuli (1959), Metichara (1988)[75],[76]

### O
- George Ovashvili (1963-) : L'Autre rive (2009), La Terre éphémère (2014), Khibula (2017)

### P

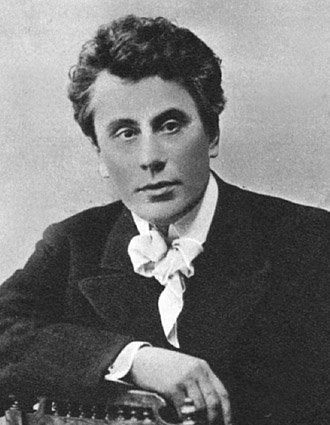
Ivan Perestiani.

- Siko Palavandichvili (1903-1934) : La dot de Joujouna (1934)[77],[78],[79],[80]
- Ivan Perestiani (1870-1959) : N°37 au pénitencier (1918), La sœur du décabriste (1919), Jours de combat (1920), Arsène Djordjiachvili (1921), La forteresse de Souram (1922), L'homme est un loup pour l'homme (1923), Les diablotins rouges (1923), Trois vies (1924), Savour-Mogila (1925), L'affaire Tariel Meklavadze (1925), Illan-Dilli (1926), La faute de la princesse Chirvanskaia (1926), Dans la fondrière (1927), Commérages (1928), L'avalanche (1928), Zamallou (Le pont sur l’abîme, 1929), Anouch (1931), Le fainéant (1932), Deux amis (1936)
- Konstantine Pipinachvili (1912-1969) : Kadjana (1941), Le pont (1942), Le berceau du poète (1947), Le secret des deux océans (1956), Majakovskij commençait ainsi... (1958), Au seuil de la vie (1961), Les enfants de la mer (1964)[81],[82],[83].
- Lev Push (1892-?) : Gjulli (1927), Le sang tzigane (1928), Mzago et Gela (1930)[84],[85]

### R

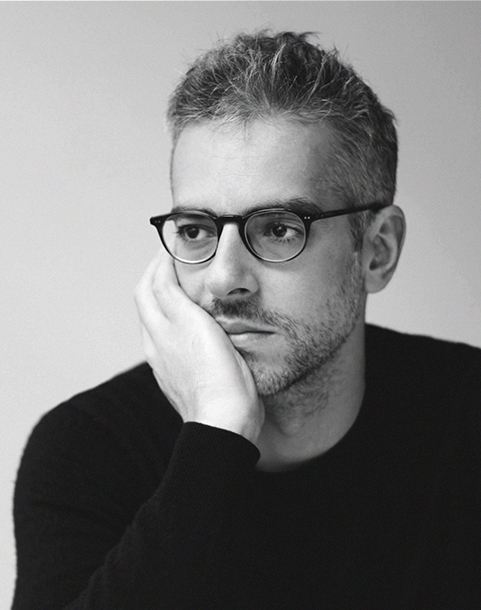
Zaza Ruzadze.

- Aleksandr Rekhviachvili (1938-2020)[86],[87]
- Davit Rondeli (1904-1976)[88] : Ougoub-ziara (1930), L'échelle d'Archaoul (1935), Le paradis de Colchide (1941), Le bouclier de Djourgaï (1944), Les dompteurs de cimes (1952), L'ombre sur la route (1956), Mamliouk (1958), Sur les bords de l'Ingouri (1961), Petr, employé de la police (1965)[89],[90]
- Zaza Rusadze (en) (1977-)

### S
- Nikoloz Sanichvili (1902-1995) : David Guramishvili (1946), Heureuse rencontre (1949), Printemps à Saken (1950), Ils sont descendus de la montagne (1954), L'écharde (1956), Le destin d'une femme (1957), La chanson interrompue (1960), Les poupées rient (1963), La loi des montagnes (1964), Rencontre dans les montagnes (1966), Tchermen (1970), Daïssi (1971), Le prix de la vie (1978)[91],[92]

### T

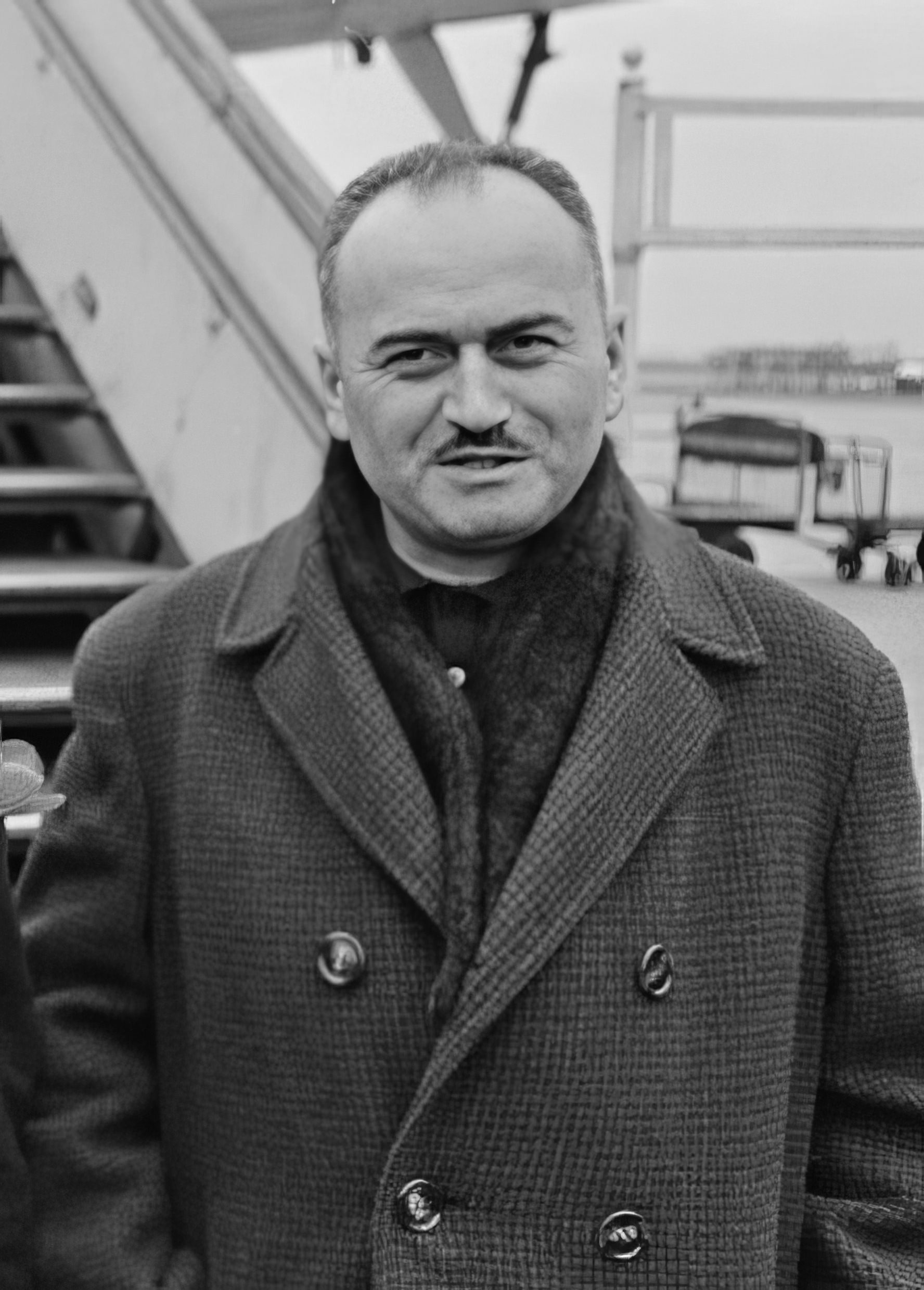
Revaz Tchkheidze.

- Vakhtang Tabliachvili (1918-)[93] : Keto et Kote (1948)[94]
- Giorgi Tavartkiladze (1990-) : Rustman (2012), Comrade in Arms (2016), Bad People (2019), An Hour (2020), Ascension (2023)
- Vakhtang Tchaboukiani (1910-1992)
- Revaz Tcharkhalachvili (ka) (1931-1980)[95]
- Mikhaïl Tchiaoureli (1894-1974) : Saba (1929), Arsena (1937), Giorgi Saakadze (1942), Le Serment (1946), La Chute de Berlin (1949), L'Inoubliable 1919 (1951), La Veuve d'Otar (1958), Général et marguerites (1962), Ce sont des époques différentes (1965)
- Bidzina Tchkheidze (1951-) : Batono aventuristebo (1985), Zmanebani aglumebs shoris (1989)[96],[97]
- Revaz Tchkheidze (1926-2015)
- Goderdzi Chokheli (en) (1954-2007)
- Giuli Tchokhonelidze (1929-2008)[98],[99]
- Levan Tutberidze (1959-) : Nazaris ukanaskneli lotsva (1988), Tsarsulis achrdilebi (1995), Gaseirneba Karabaghshi (Voyage au Karabakh) (2005), Moira (2015)[100]
- Dito Tsintsadze (1957-): Shindisi (2019)

- Baadur Tsouladze (1935-2018)[101],[102]

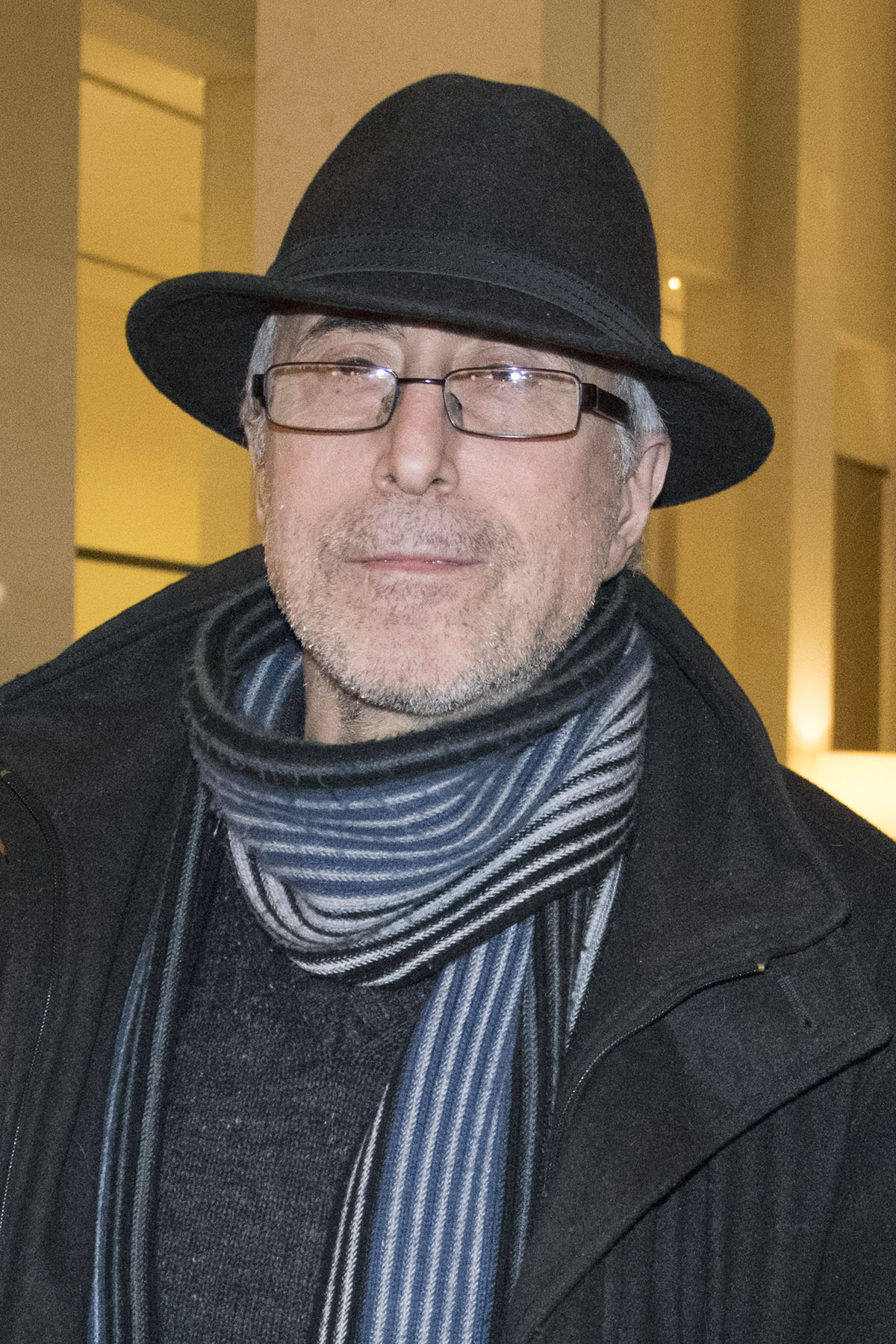
Dito Tsintsadze.

- Aleksandre Tsoutsounava (1881-1955) : L'Écuyer du Wild-West (1925), Khanouma (1926), Les deux chasseurs (1927), Djanki (1928)

### U
- Ana Urushadze (1990-)[103] : Scary Mother (2017)
- Zaza Urushadze (1966-2019) : Ak Tendeba (1998), Sami Sakhli (2008), Bolo Gaseirneba (2012), Mandarines (2013)

### V
- George Varsimashvili : Particulier à particulier (2013)

### Z
- Levan Zakareichvili (1953-2006) : Isini (Ceux là) (1992), Tbilissi Tbilissi (2005)

## Mais aussi associés au cinéma géorgien

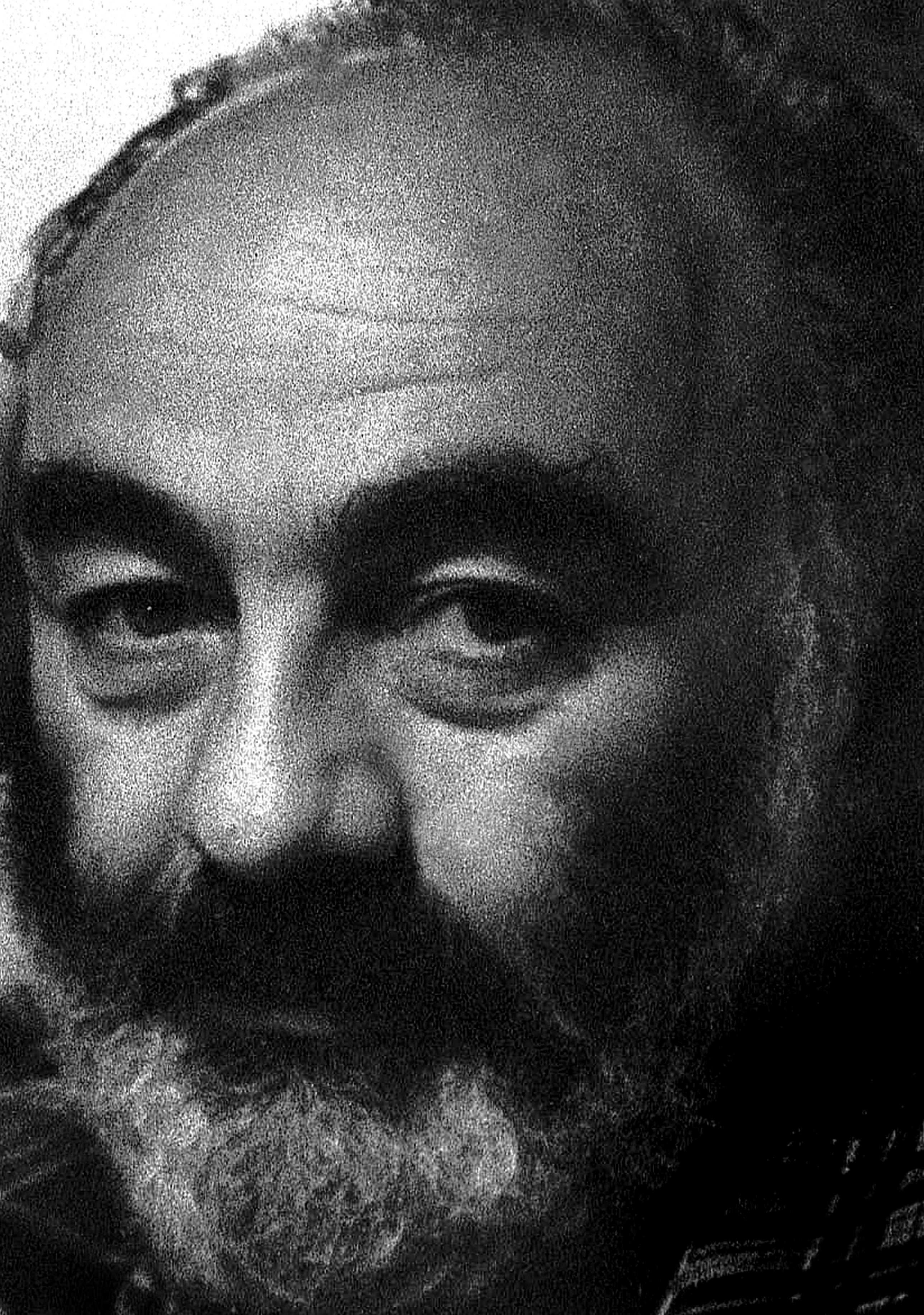
Sergueï Paradjanov.

- Vladimir Barskij (1866-1936), Russe ayant vécu à Tbilissi
- Aleksandr Matcheret[104](1896-1979), Azerbaïdjanais ayant tourné à Tbilissi : Moi, marin de la Mer Noire (1944)
- Sergueï Paradjanov (1924-1990), Arménien de Tbilissi
- Mohsen Makhmalbaf (1957-), iranien, ayant tourné en Géorgie Le Président (2014)[105]
- Renny Harlin (1959-), Américain, ayant tourné en Géorgie un film sur la guerre russo-géorgienne d'août 2008, État de guerre (2011)[106]
- Julie Bertuccelli (1968-), Française ayant tourné à Tbilissi, dont Depuis qu'Otar est parti….